# Evidence (label)
Pour les articles homonymes, voir Evidence.
Evidence était un label indépendant. Il sera racheté par Frémeaux & Associés, permettant la transmission du catalogue.
Créé par un collectif de musiciens, à l’initiative de Didier Levallet et de Sylvain Kassap, ce label fut dirigé par Maïté et révéla le Swing Strings System avec Didier Lockwood, Bernard Lubat, Sigfried Kessler, Christian Escoudé, Jean-Charles Capon, François Corneloup, Jacques Mahieux, Claude Barthelemy, Anthony Ortega, Billy Branch...